# Henri Chapron

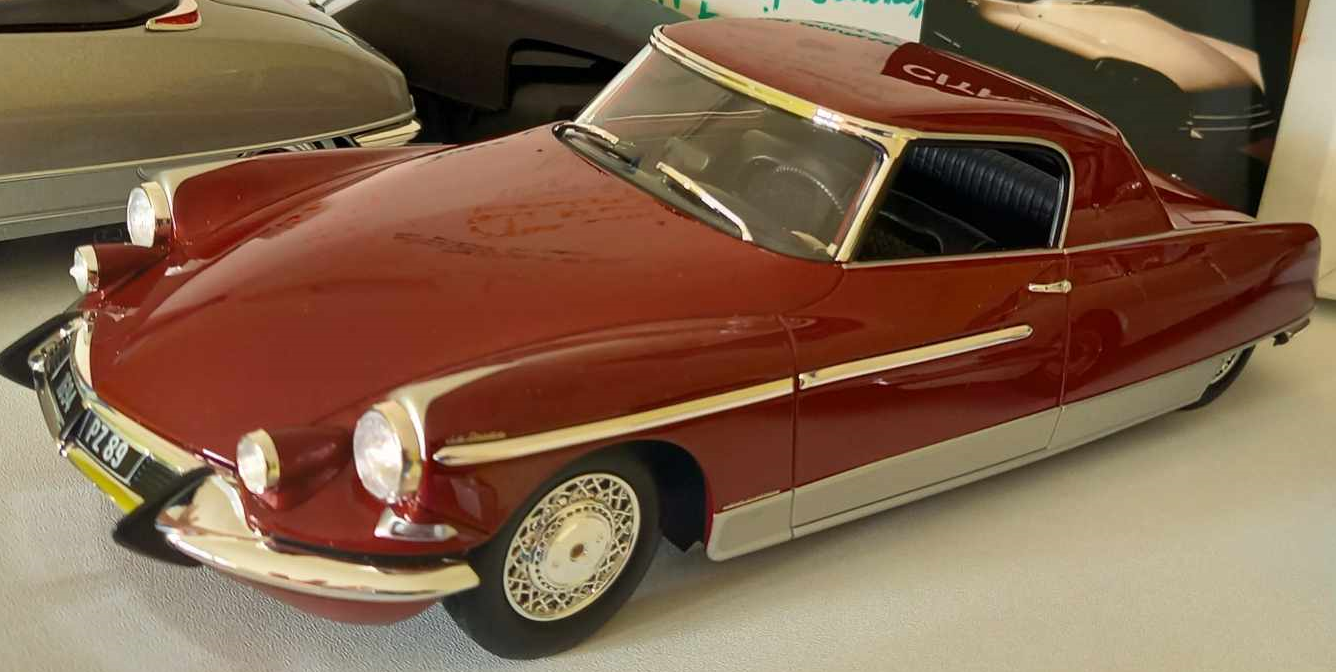
Citroen DS21 coupé Le Dandy 1965

Henri Chapron (Nouan-le-Fuzelier, 30 december 1886 – Parijs, 14 mei 1978) was een Franse carrosseriebouwer. Hij stichtte zijn bedrijf in 1919 in Neuilly-sur-Seine.

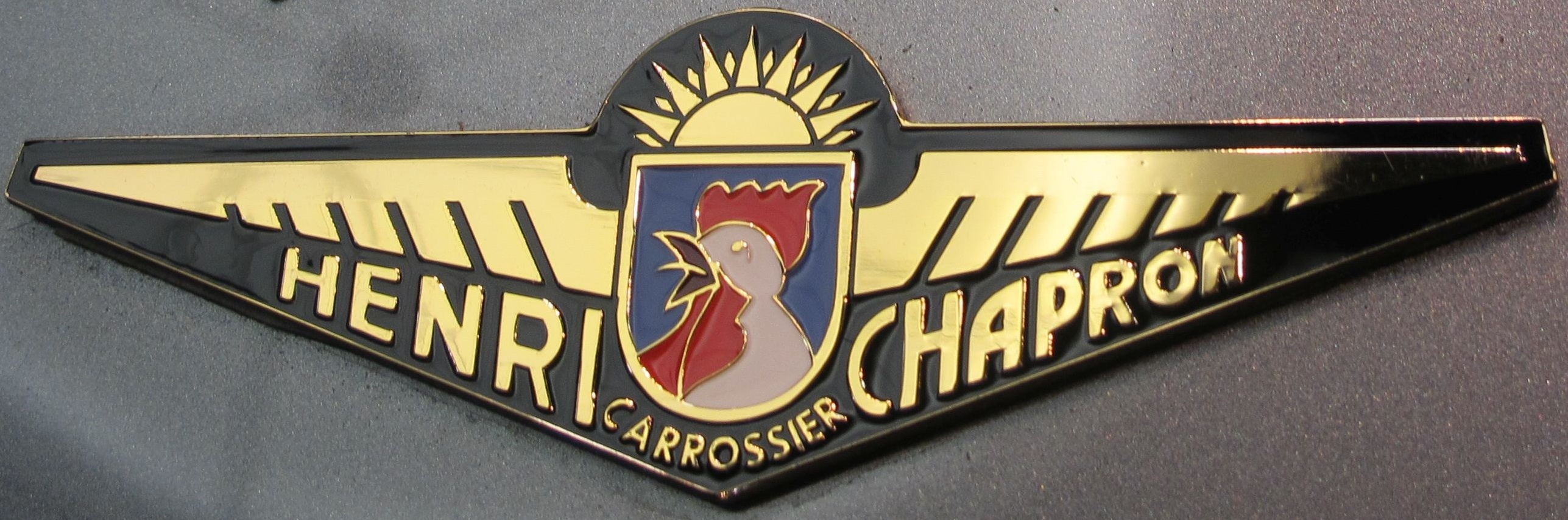
Merkteken van Chapron

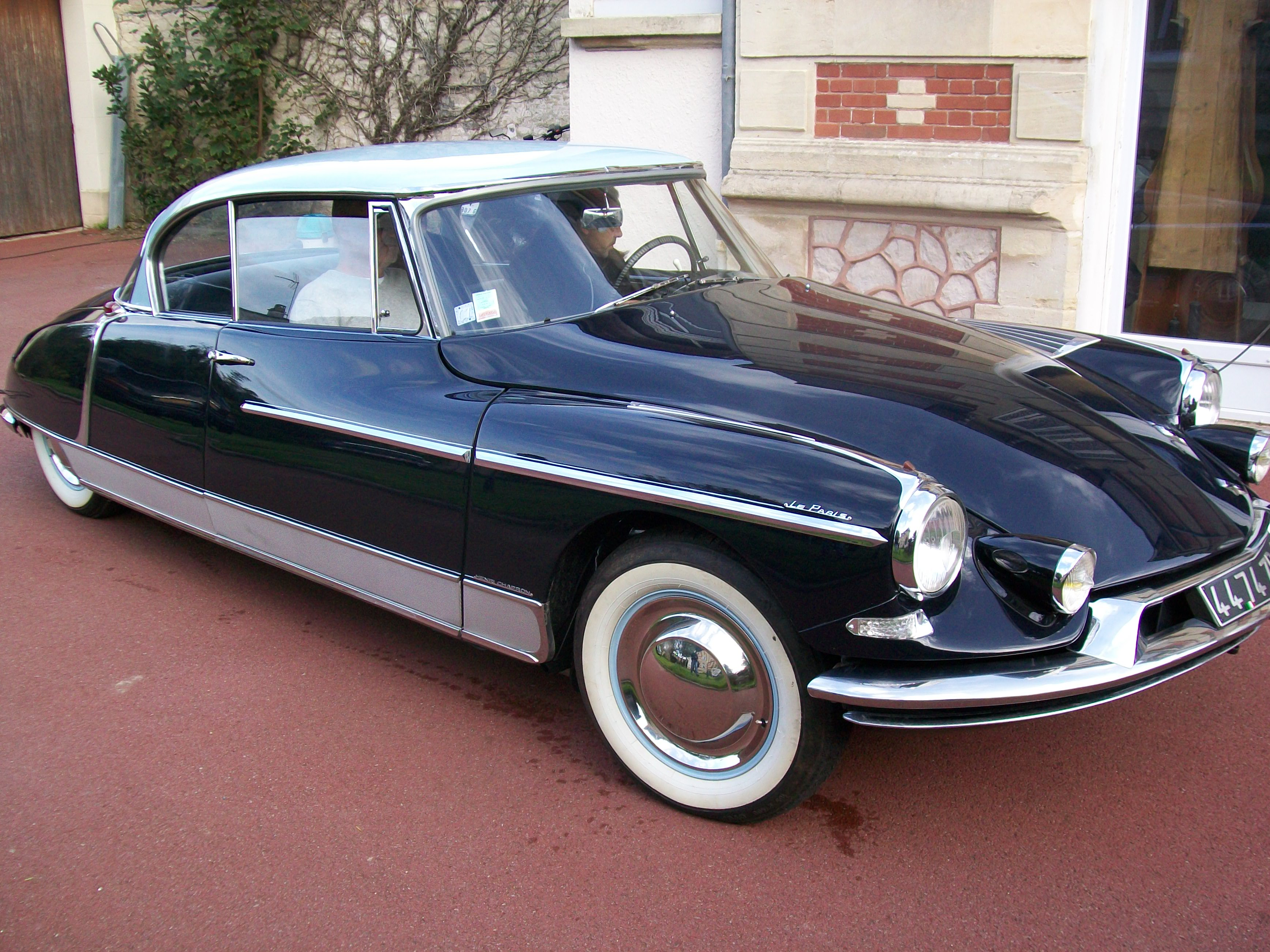
DS19 coupé Le Paris 1959 Dit eerste model had nog een lasnaad tussen het - deels gehandhaafde - achterportier en het achterscherm, die met een weinig sierlijke verticale lijst was weggewerkt.

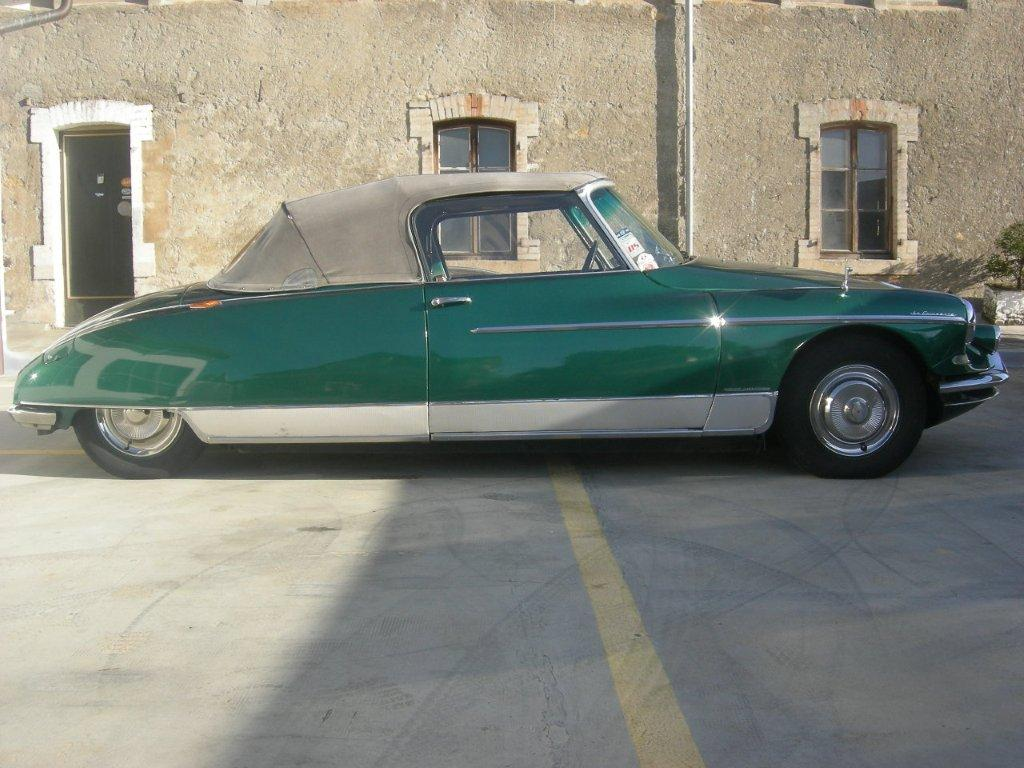
DS cabriolet Croisette 1961 ('eerste neus'; modeljaren 1956-1962). Hier heeft Chapron verlengde achterschermen toegepast

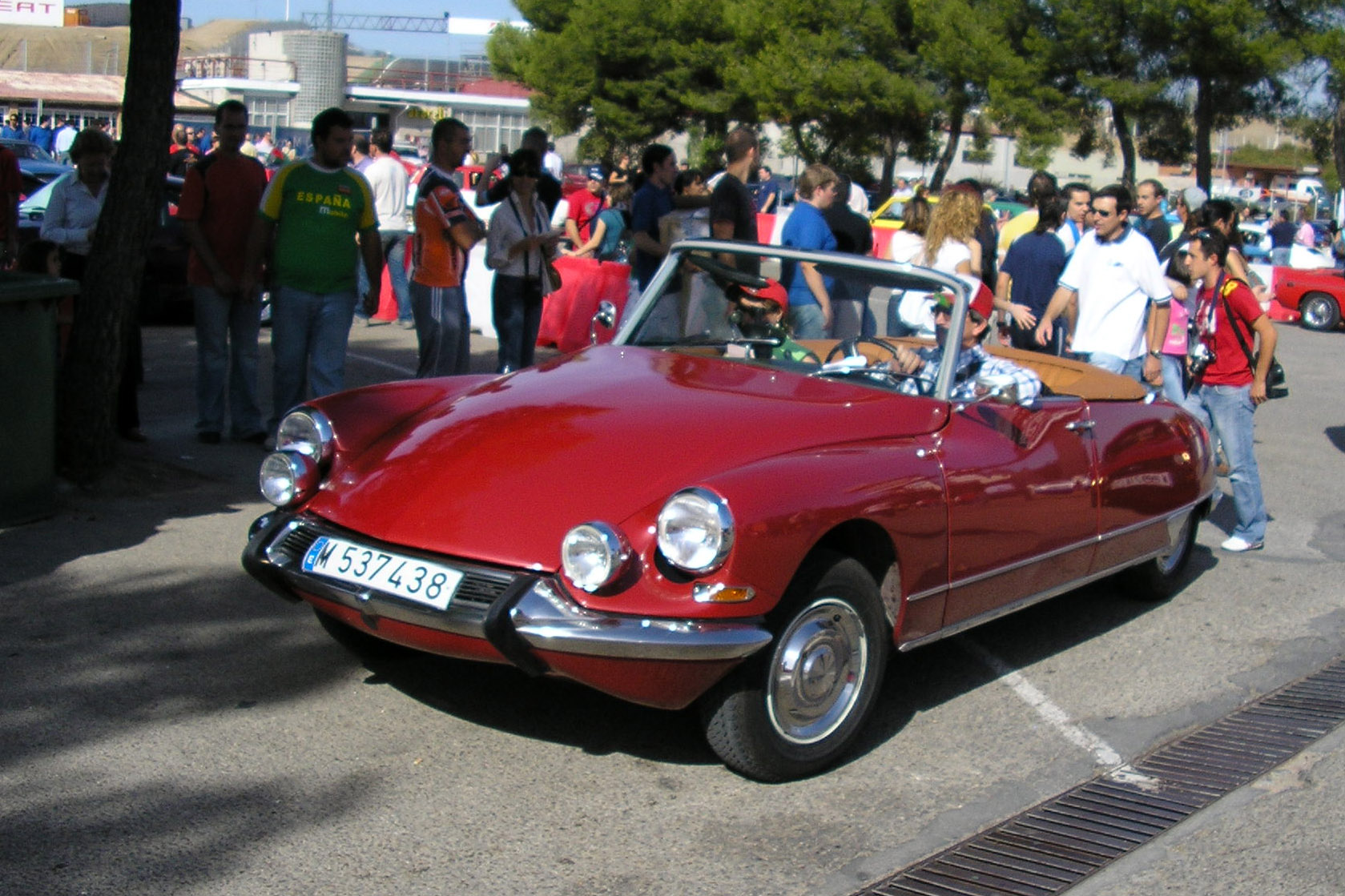
Citroën Décapotable Usine ('tweede neus'; modeljaren 1963-1967)

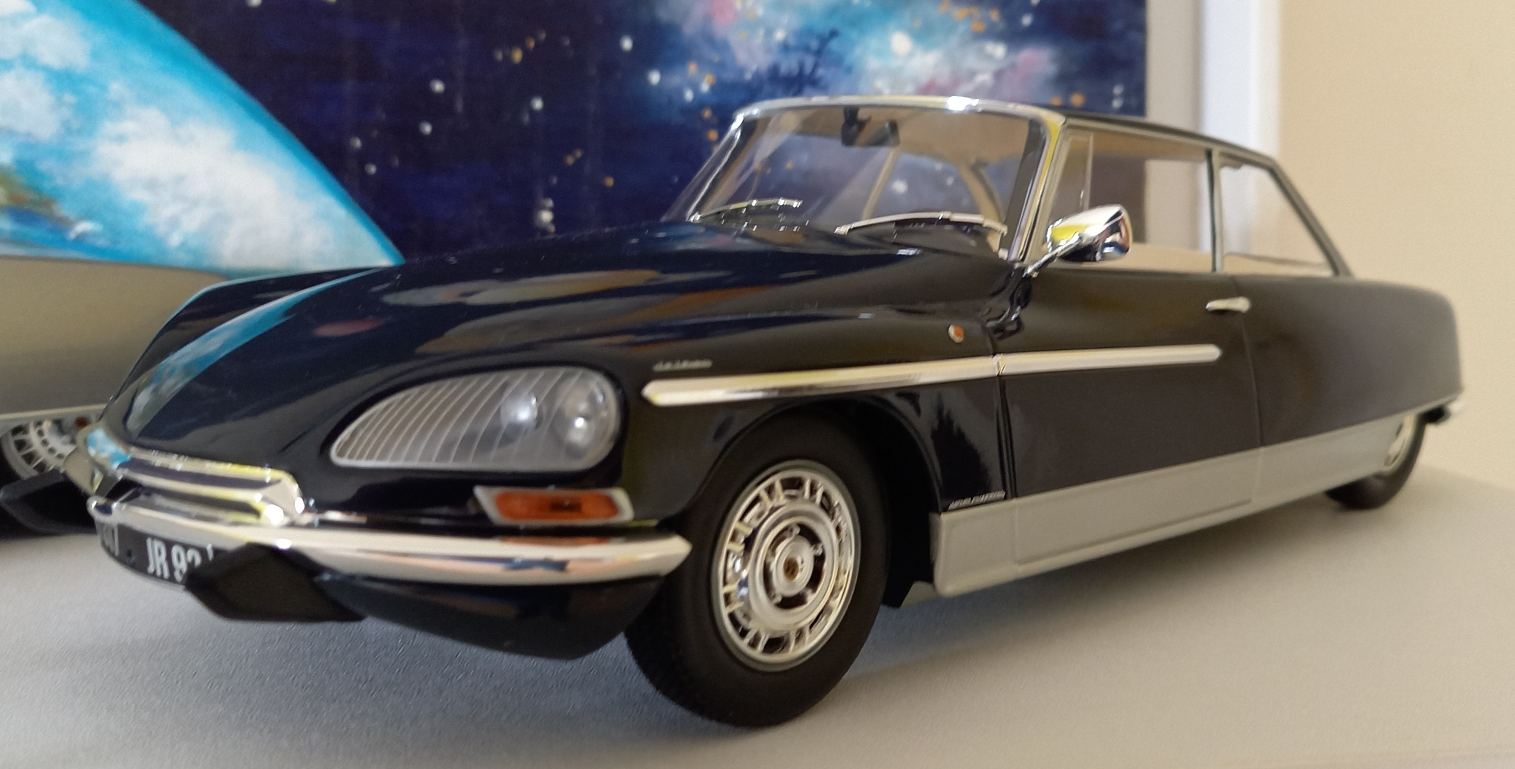
1968 DS21 coupé Le Léman

Chapron begon zijn bedrijf met het bouwen van carrosserieën voor bedrijfswagens op chassis van voormalige legervoertuigen (vooral Fords). Daarna bouwde hij tot in de jaren vijftig vooral personenauto's op basis van chassis van duurdere merken zoals Bugatti, Fiat, Hispano Suiza, Talbot, Delage, Delahaye en Hotchkiss.
Nadat in de jaren vijftig steeds meer autofabrikanten overstapten op de bouw van zelfdragende carrosserieën (en ze dus geen los chassis meer leverden), moesten ook de carrosseriebouwers stoppen of omzien naar alternatieven. Chapron zag echter een goede mogelijkheid in de Citroën DS, waarvan de carrosserie op een apart, stijf platform was gebouwd. Op basis van dat model ontwikkelde hij twee cabriolets: de tweezitter 'La Croisette' en de vierzitter 'Le Caddy'. 
De presentatie van de cabriolets van Chapron op de Parijse autosalon van 1958 leidde tot een directe samenwerking met Citroën, die ook een cabriolet versie wilde produceren. Dit mondde in 1960 uit  in de presentatie van een cabriolet, ontworpen door  Flaminio Bertoni, de chef-ontwerper van Citroën. Deze auto werd door Citroën - en dus onder haar fabrieksgarantie - aan het publiek aangeboden. De auto's werden evenwel gebouwd door Chapron op basis van een versterkt  platform; hetzelfde als dat van de stationcar (de 'break') en uitgevoerd in de versies ID en DS. Chapron paste de zijruiten, achterschermen en het kofferdeksel aan en voorzag de auto uiteraard van een opvouwbare kap. Van dit 'fabrieksmodel', de 'Décapotable Usine' werden in totaal (versies ID en DS) 1.365 stuks door Chapron vervaardigd.
Daarnaast bouwde Chapron ook eigen ontwerpen van coupé's en cabriolets op basis van de DS, zoals de Croisette, Palm Beach, Le Dandy, Lorraine, en Le Leman. In 1968 realiseerde Chapron in opdracht van de Franse Staat nog een speciale DS presidentiële ten behoeve van de toenmalige president Charles de Gaulle. In 1972 volgden nog twee cabriolet-uitvoeringen van de Citroën SM voor de regering van Georges Pompidou. Onder de benaming Mylord werden nog een vijftal SM cabriolets verkocht aan particuliere klanten. Daarnaast werden zeven exemplaren gebouwd van een bijzondere berline-uitvoering van de SM, onder de naam 'Opéra'. 
Na Chapron's overlijden in 1978 zette zijn echtgenote het bedrijf nog enige tijd voort. Daarbij werden auto's ontwikkeld op basis van de Citroën CX, de Peugeot 604 en de Peugeot 104.
Het bedrijf werd na faillissement gesloten in 1985.

Enkele voorbeelden van Chapron-modellen
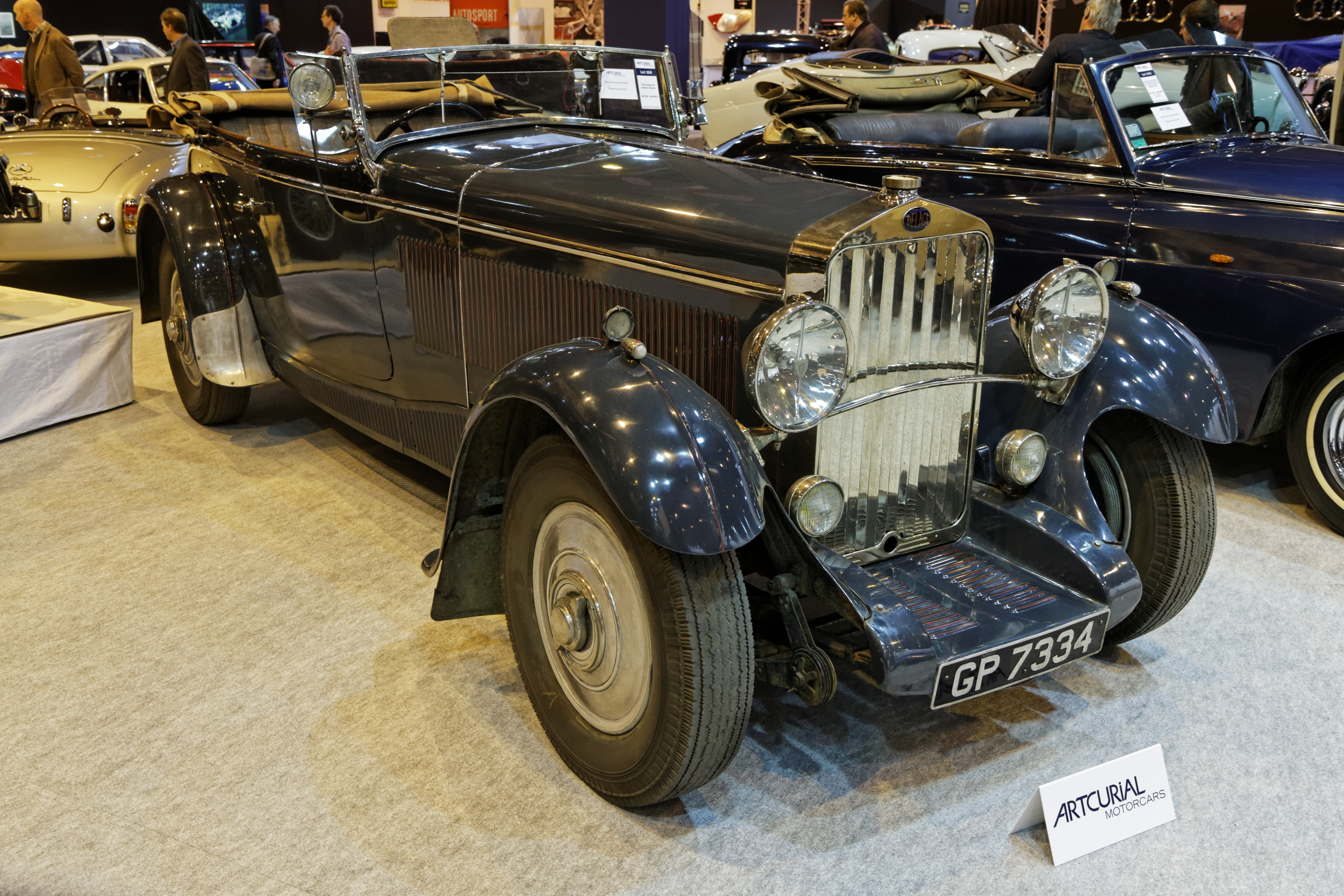
1931 Delage D8 Roadster
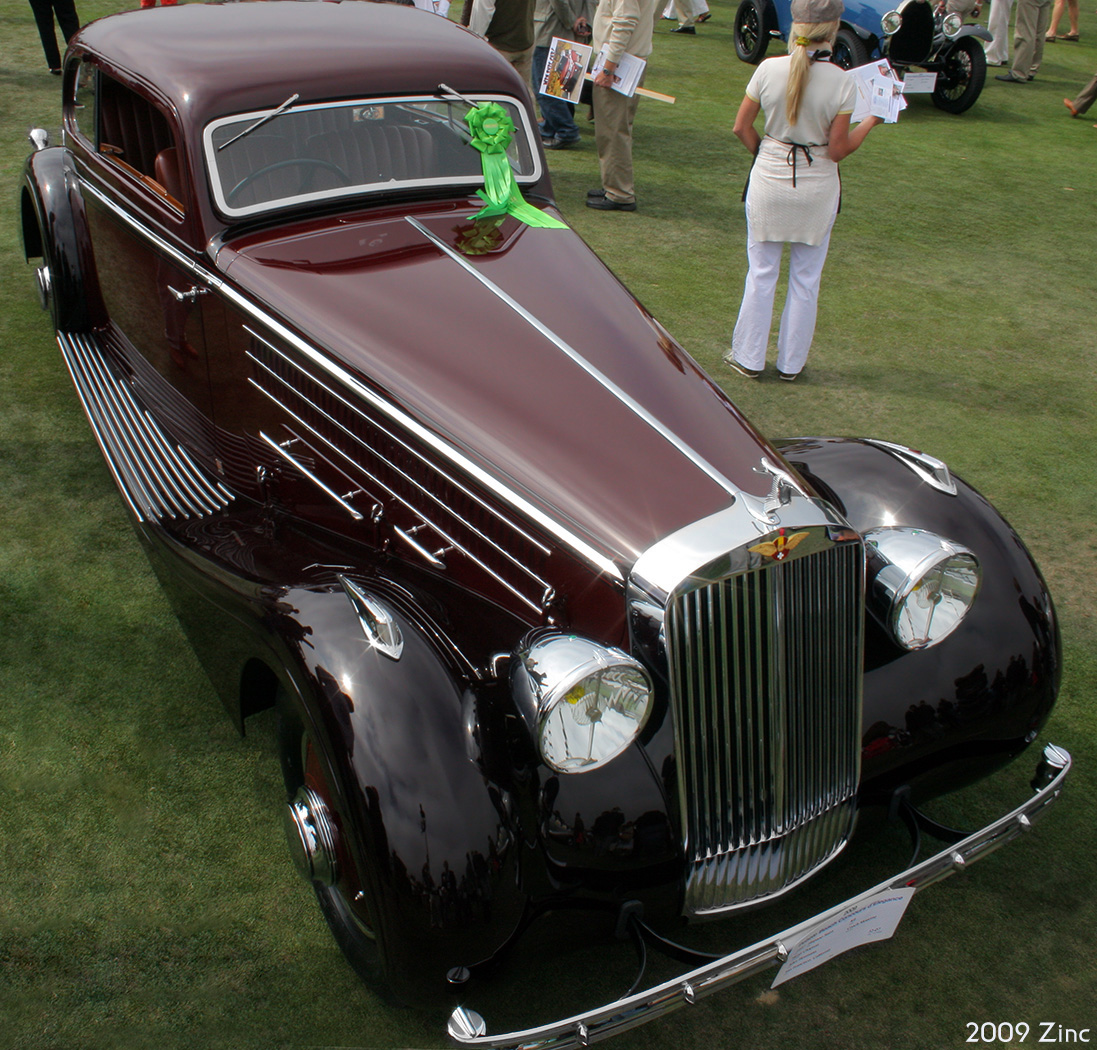
1937 Hispano Suiza K6
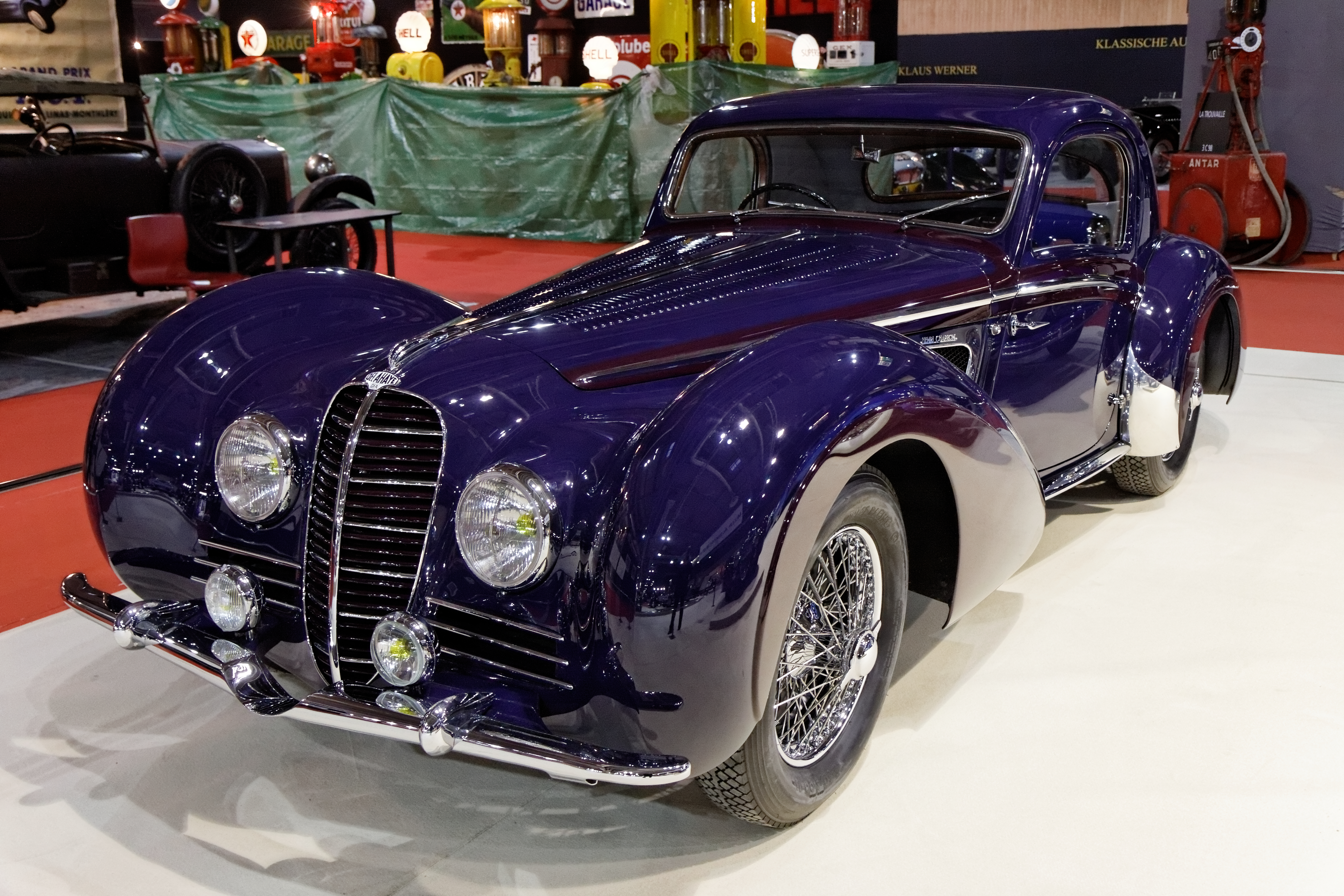
1937 Delahaye 145
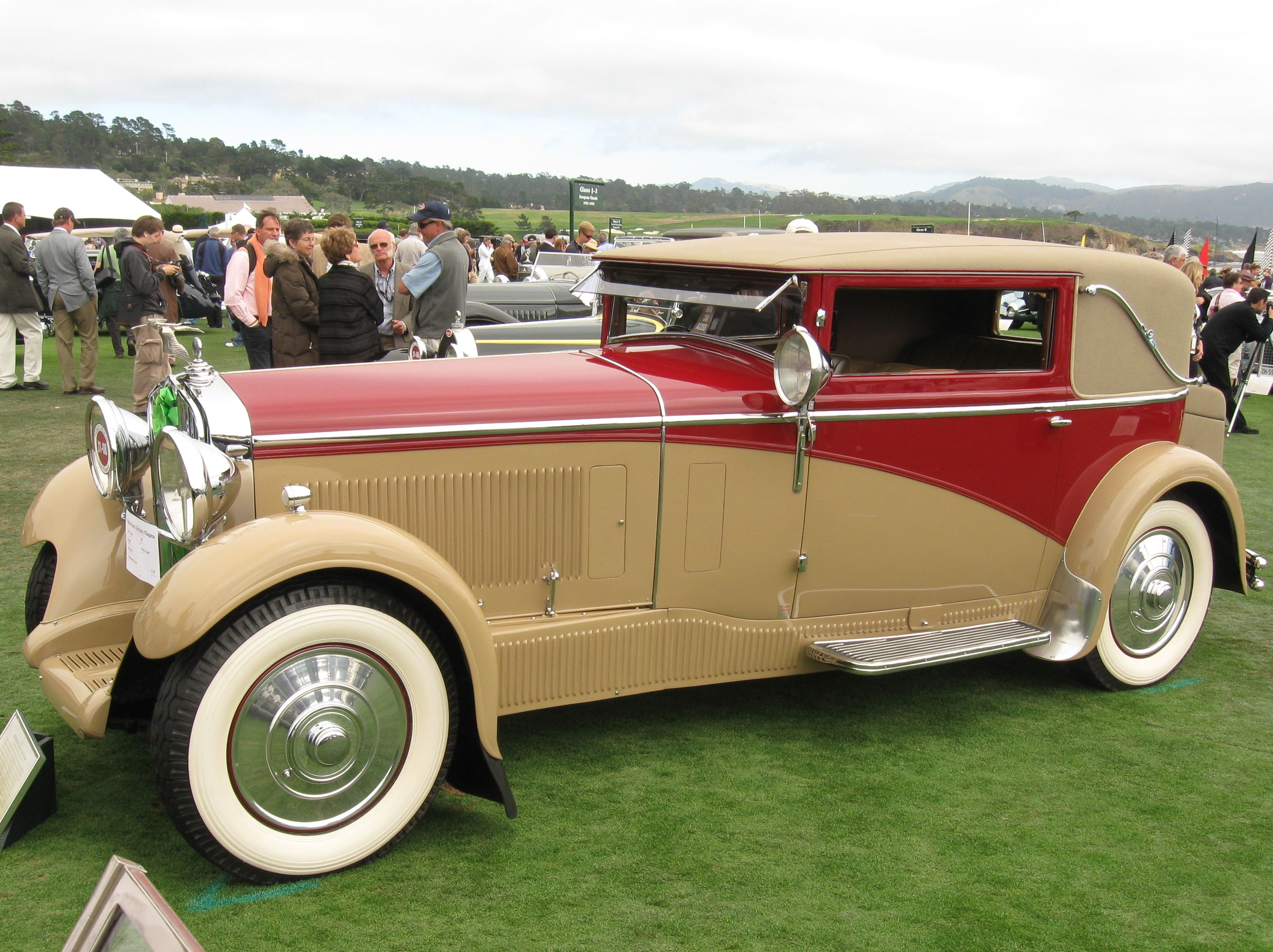
1931 Delage
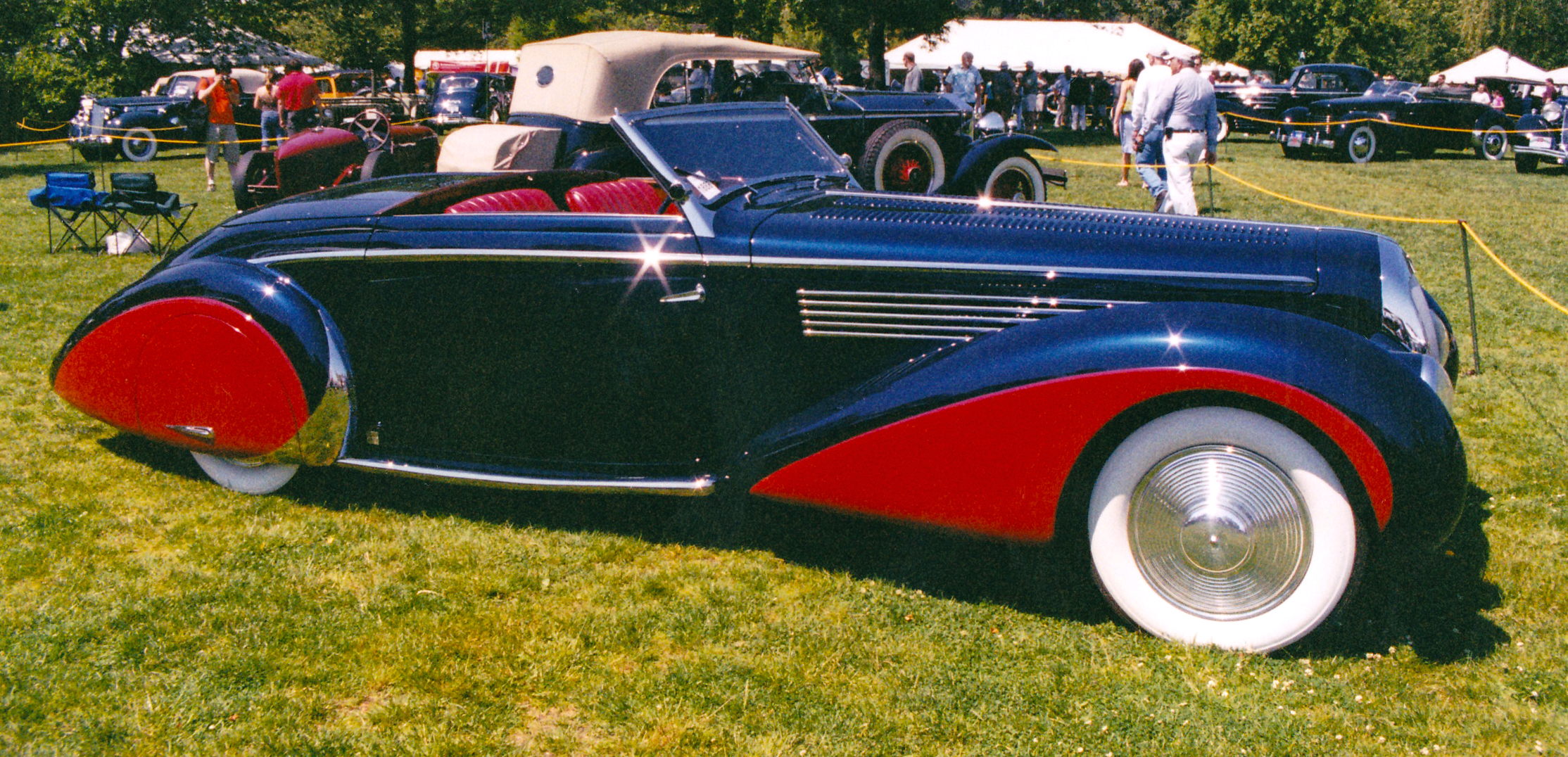
1948 Delage D8
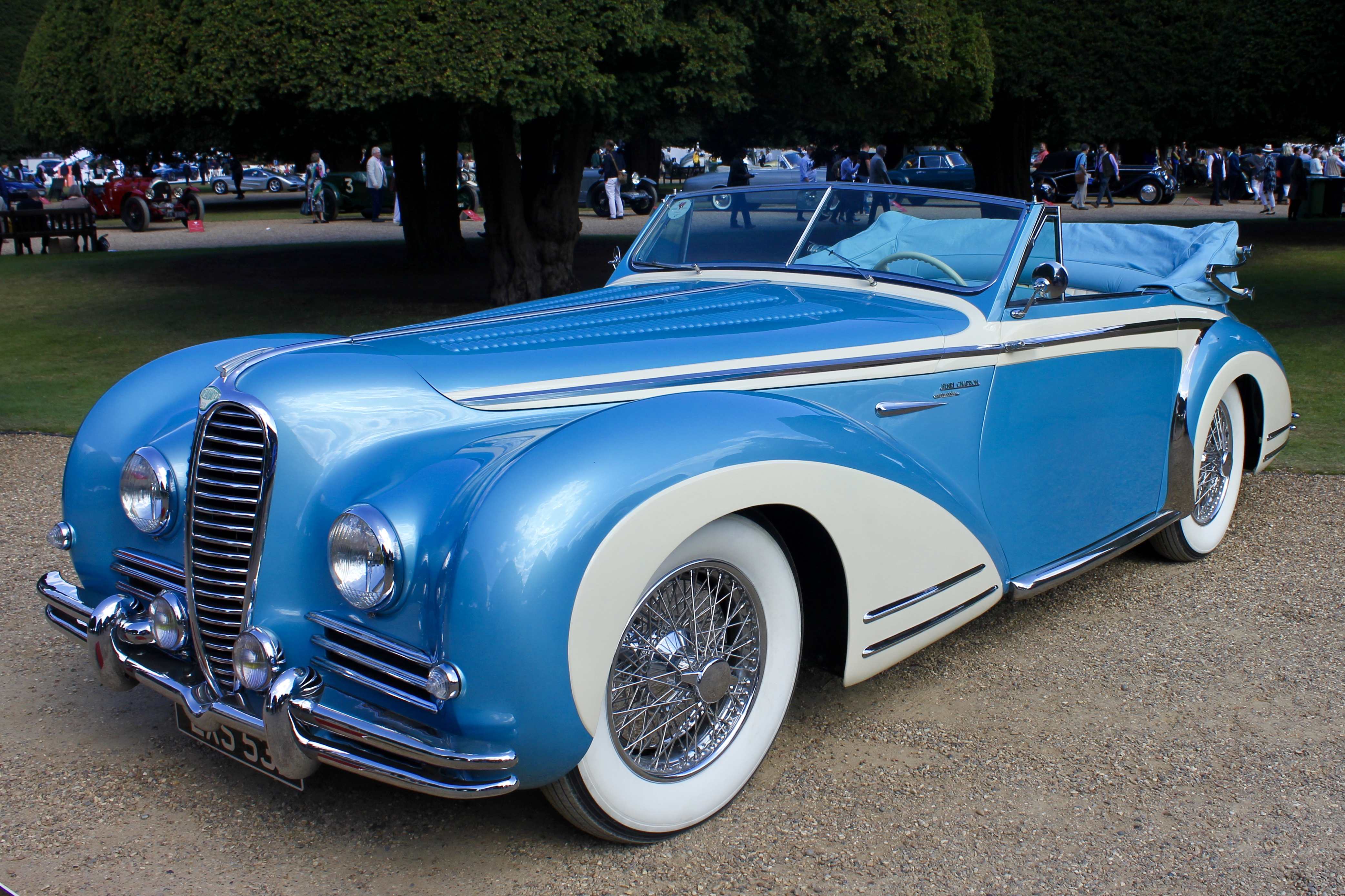
1948 Delahaye 175 S
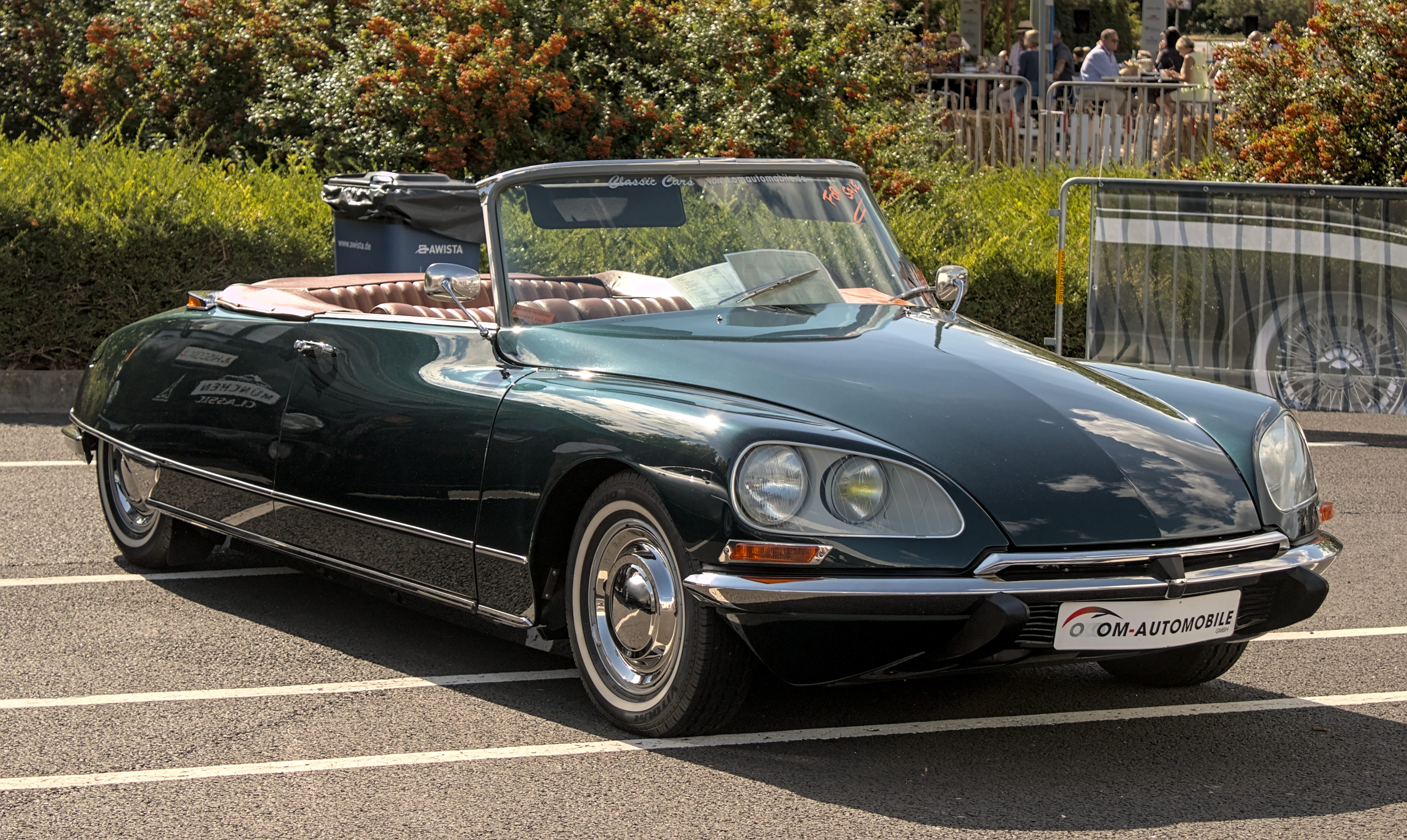
Citroën DS Décapotable Usine (derde neus; modeljaren 1968-1975)
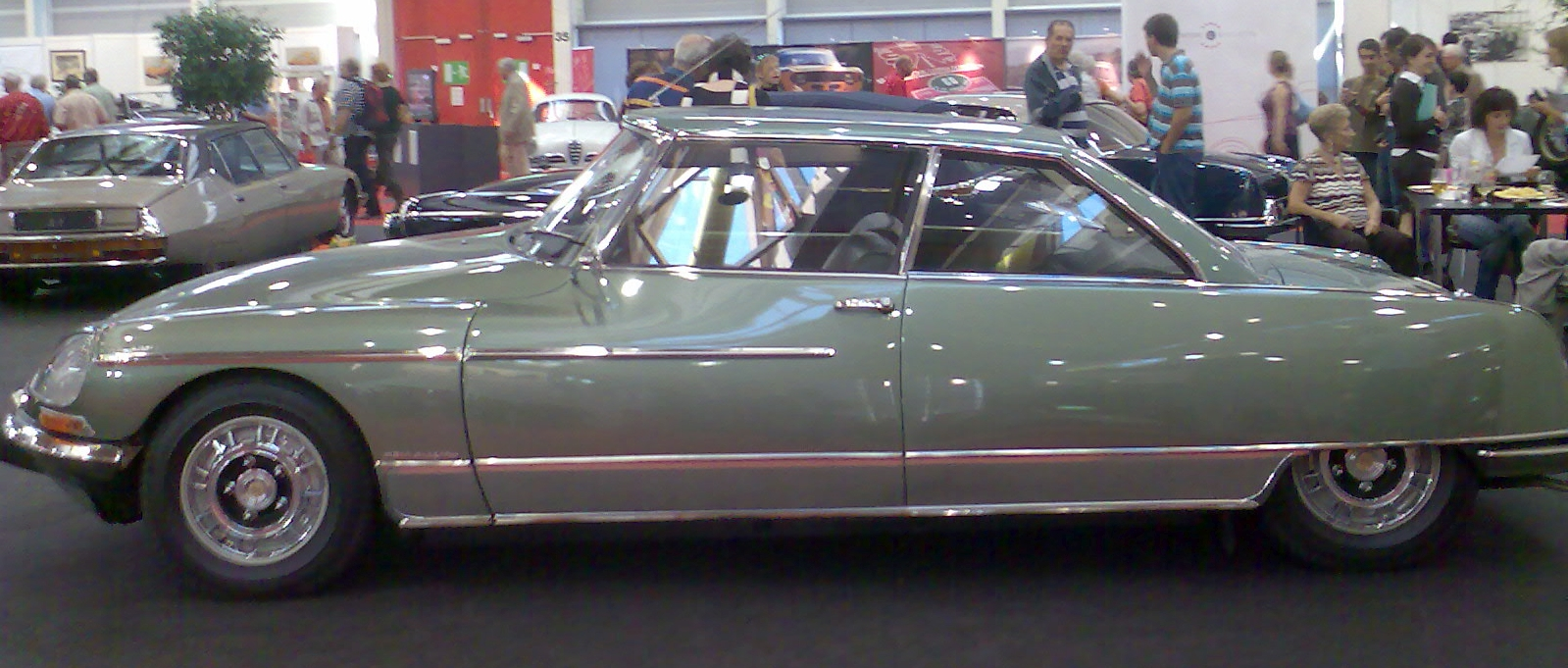
1971 Citroën Le Leman
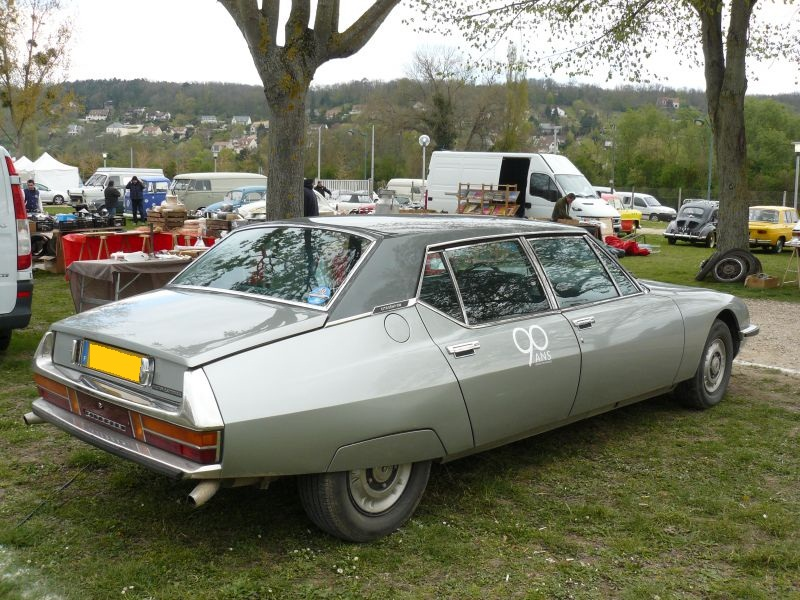
Citroën SM Opéra
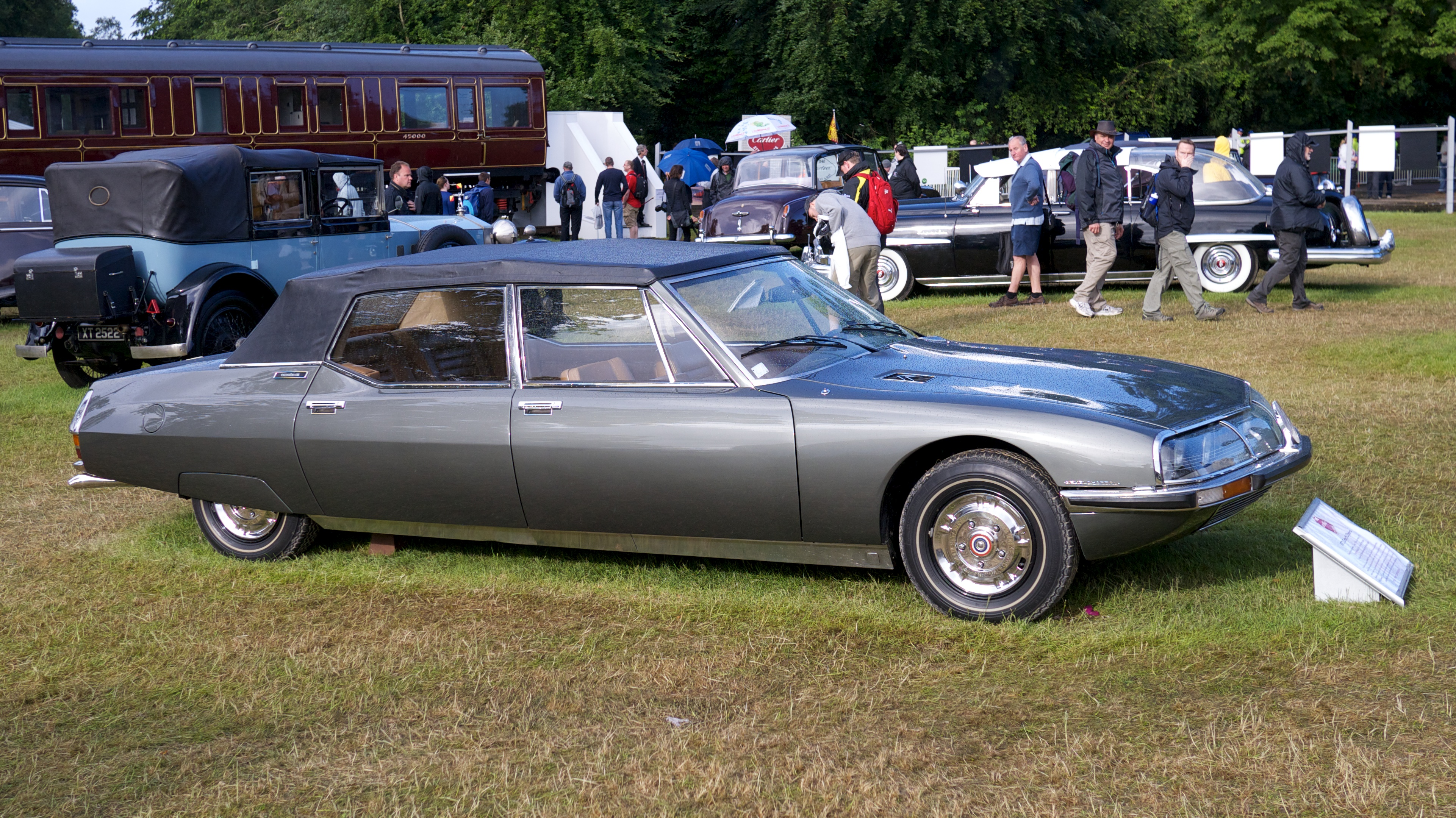
1972 Citroën SMPresidentielle
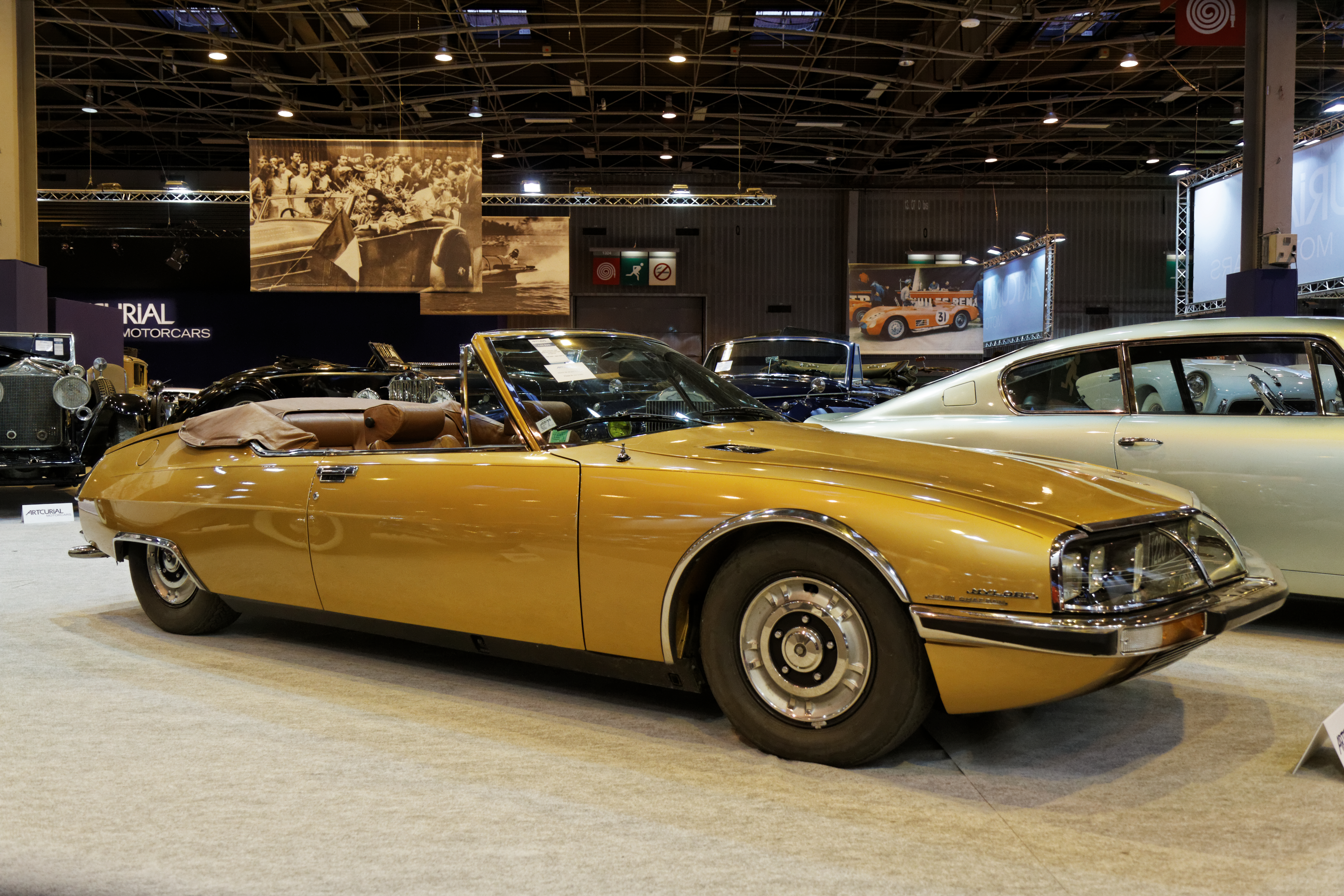
1975 Citroën SM Mylord (in 2014 geveild voor EUR 548.000)